# Kosmopolis
Kosmopolis. La Festa de la Literatura Amplificada és una trobada literària biennal que té lloc al Centre de Cultura Contemporània de Barcelona (CCCB). Es tracta d'unes jornades concebudes com una festa i/o laboratori on la literatura és la protagonista en tots els seus vessants. Es tracta d'una trobada on es convida a escriptors i filòsofs de diverses parts del món per debatre sobre un tema en particular. Paral·lelament, s'hi desenvolupen trobades entre escriptors i lectors, tallers, diàlegs entre autors, projeccions, actuacions musicals i performatives i tot tipus d'activitats relacionades amb les lletres, com clubs de lectura, sessions de contacontes, programes per a professionals, exposicions.

## Principis generals
- Concebre la literatura com -l'únic?- discurs que no intenta modelar un món amb fonaments absoluts, fronteres disciplinàries o cotilles ideològiques.
- Estimular les lectures descondicionades del cànon occidental que revaloritzin -sense prejudicis ni categories excloents- els grans textos i autors de la història.
- Afavorir la progressiva emergència d'un cànon mutant que canviï segons els lectors i les generacions.
- Contribuir a la preservació de les literatures orals com a patrimoni cultural de la humanitat.
- Donar cabuda a tots els gèneres i literatures, sobretot les més infravalorades i les menys conegudes.
- Potenciar la tradició visionària, experimental i lúdica de la literatura.
- Abordar la transformació de la cultura escrita a través dels estudis i les metodologies que permetin reflexionar sobre els diversos suports de la seva transmissió: des del papir al llibre digital.
- Facilitar la "contaminació" entre disciplines i la interacció entre escriptors, artistes plàstics, cineastes, músics, actors, arquitectes, dissenyadors i altres protagonistes del nou escenari cultural.
- Activar la participació dels ciutadans en la cocreació d'un esdeveniment internacional que intenta contribuir a la cultura de la creativitat, del coneixement dels altres, del diàleg i la pau.[2]

## Edicions
Kosmopolis va celebrar la seva primera edició l'any 2002, i des d'aleshores, s'han organitzat diverses edicions (2002, 2004, 2006, 2008, 2011, 2013,2015 i 2017) i dues jornades especials, la de 2005, organitzada amb motiu de l'Any del Llibre i la Lectura; i la de 2010.
Edicions
- 2002[3]
- 2004[4]
- 2006
- 2008
- 2011[5]
- 2013- Amb Juan José Millás, Buenafuente, Dave McKean, Jaume Cabré i Roberto Bolaño.[6]

## Temes
El festival s'organitza al voltant de diversos temes que configuren les activitats de cada edició. S'hi han tractat assumptes com la guerra i la pau en la literatura, les noves dramatúrgies, l'spoken word, la ciència-ficció, la tercera cultura, el còmic, la novel·la negra, el periodisme al segle xxi, el Quixot, la literatura de viatges, el cànon literari… També s'han organitzat activitats al voltant de la literatura oral, l'hipermèdia i s'han organitzat homenatges a la literatura d'Agustí Bartra, Stanislaw Lem, la literatura índia i russa, la traducció, l'exili…

## Participants
Amos Oz, Ian McEwan, Mario Vargas Llosa, Ismail Kadare, Eduardo Mendoza, Javier Cercas, David Trueba, Jostein Gaarder, Michel Onfray, David Shore, John Brockman, Juan José Saer, Roberto Bolaño, Alfredo Bryce Echenique, Juan Villoro, Ryszard Kapuscinski, Zoé Valdés, Josep M. Benet i Jornet, Claudio Guillén, Enrique Vila-Matas, Eloy Fernández Porta, Emili Teixidor, Brian W. Aldiss, William Gibson, Cees Nooteboom, Alicia Giménez Bartlett, Suso de Toro, Saul Williams, Jean-Claude Carrière, Joaquín Sabina, Robert Coover, Lou Reed, Santiago Roncagliolo, Pere Gimferrer, Roger Chartier, Quim Monzó, Juan Marsé, Carlos Ruiz Zafón, Jon Lee Anderson, Albert Balasch, Paul Auster, Jonathan Safran Foer, John Maxwell Coetzee, Donna Leon, Lawrence Lessig, Zygmunt Bauman, Tzvetan Todorov…